# Elias da Cunha Pessoa
Elias da Cunha Pessoa CvNSC (Tomar, Santa Maria dos Olivais, 4 de julho de 1801 — Lisboa, Sacramento, 1 de dezembro de 1860), Conselheiro, Magistrado, foi um Juiz do Tribunal da Relação de Lisboa, jurisconsulto, deputado, Vice-presidente da Câmara dos Deputados e Ministro da Justiça.

## Biografia
Elias da Cunha Pessoa, nasceu em Tomar, na freguesia de Santa Maria dos Olivais, no dia 4 de Julho de 1801. Era filho de Miguel da Cunha Pessoa (São João Batista (Tomar), 20 de Janeiro de 1758 - ?) e de D. Maria Jacinta Pereira (Santa Maria dos Olivais (Tomar), bap. 27 de janeiro de 1736). Neto de João da Cunha Pessoa, trineto de Custódio da Cunha de Oliveira, todos da Vila de Alcaide, no Concelho do Fundão e descendentes de D. António da Cunha, Fidalgo da Casa Real e Alcaide-Mor do Sabugal e do Castelo de Alfaiates, Senhor das Terras de Teixoso e Colesmas e de seu filho D. Pêro da Cunha, Fidalgo da Casa Real de D. Manuel I  e de D. João III; Escudeiro e Alcaide do Castelo de Alfaiates. A família Cunha Pessoa era originária de Tomar, embora tenha mantido forte ligação e presença nas Vilas de Alcaide, Fundão e no Sabugal.
O avô de Elias da Cunha Pessoa, João da Cunha Pessoa era irmão de Diogo Nunes da Cunha Pessoa, o tetra-avô do poeta Fernando Pessoa.
Elias da Cunha Pessoa casou em Lisboa, na Igreja Paroquial do Santíssimo Sacramento, ao Chiado, no dia 8 de Dezembro de 1830 com D. Rita Viseu Pinheiro, também natural de Tomar, filha do Dr. Francisco Nunes Pinheiro, médico já então falecido, e de D. Clara Joaquina Viseu, de quem teve três filhos, entre eles: D. Clara Pinheiro da Cunha Pessoa de Barros e Sá, nascida a 17 de Janeiro de 1834, casada com o Dr. António José de Barros e Sá, juiz e político português e que mais tarde viria a ser também, tal como o seu sogro, ministro dos Negócios Eclesiásticos e da Justiça.
Matriculou-se em filosofia e direito, na Universidade de Coimbra em 1819, terminando a formatura em Direito em 1824. Tendo seguido a carreira judicial, foi Juiz de 1ª Instância do distrito de Santa Catarina, na cidade de Lisboa e chegou a Juiz do Tribunal da Relação de Lisboa, nos primeiros anos da Regeneração.
Em 1835, integrou conjuntamente com José Cupertino de Aguiar Ottolini, Francisco António Fernandes da Silva Ferrão, Abel Maria Jordão e Filipe Arnaud de Medeiros, a Comissão encarregada pelo Governo da Reforma Judicial. Como Juiz Relator do Tribunal da Relação de Lisboa, participou em várias comissões encarregadas, pelo parlamento, de elaborar pareceres relativos à constitucionalidade de Leis, nomeadamente da Lei de 1 de Agosto de 1844.
Opositor das políticas de Costa Cabral, a partir de 1846, entra na vida política e assume-se claramente como opositor ao Cabralismo. Apesar de ser apoiante do Governo do Duque de Palmela e dos Governos do Duque de Saldanha, manteve-se como Juiz Relator do Tribunal da Relação de Lisboa, optando por não integrar a lista de deputados à Câmara dos Deputados.
Em 1849,  foi especulada e equacionada a sua participação no Governo do Duque de Saldanha, para ocupar a Pasta da Justiça, o que só viria a acontecer anos mais tarde, em 1856.
Ultrapassados os conturbados tempos da guerra civil da Patuleia e de estabilizada a situação com a Convenção de Gramido, de 18 de Dezembro de 1847, com a reorganização dos movimentos partidários, em consequência da Regeneração, Elias da Cunha Pessoa esteve particularmente activo na formação do Partido Histórico, em 1852, do qual foi membro e co-fundador.
Apesar de se estrear na Câmara dos Deputados, eleito pelo Partido Progressista Histórico em 1851 pelo circulo de Tomar, seria como deputado do Partido Histórico que se elegeria consecutivamente até 1860.
Foi Ministro dos Negócios Eclesiásticos e da Justiça no 22.º governo da Monarquia Constitucional, chefiado pelo Duque de Loulé.

## Vida Parlamentar

### Deputado
No Parlamento, apesar de não ter tido uma carreira longa, não o impediu de ser considerado um dos melhores deputados jurisconsultos, reconhecido pela forma objectiva que expunha os seus argumentos, pela sua precisão jurídica, lucidez, correcção e, caso raro, brevidade.
Estreou-se na Legislatura de 1851-1852, eleito pelo círculo de Tomar. Uma prolongada doença atrasou o seu juramento, tendo o mesmo ocorrido apenas a 16 de Março de 1852. Foi membro, nessa câmara, da Comissão de Verificação de Poderes, bem como da Comissão Especial de Morgados. Sendo especialista em matérias administrativas e judiciais, distingui-se como autor de um Projecto-Lei, a 27 de Março de 1852, no qual se estabelecia a abolição de todos os vínculos cujo rendimento líquido não atingisse um conto de réis.
A 30 de Junho de 1852, numa altura em que alinhava já publicamente ao lado dos contestatários à política financeira de Fontes Pereira de Melo, sobretudo contra o princípio da capitalização da divida pública, Cunha Pessoa focalizou-se na análise crítica então feita a alguns dos artigos do Código Criminal.
Reeleito para a legislatura de 1853-1856, pelo círculo de Abrantes, prestou juramento no dia 31 de Janeiro de 1853. Durante esta legislatura esteve particularmente activo nas comissões parlamentares de Verificação de Poderes, Justiça, Legislação e Marinha; em Janeiro de 1854 e nas a Comissões de Resposta ao Discurso da Coroa e Comissão Especial de Forais.
Em 5 de Janeiro de 1854, Cunha Pessoa seria ainda eleito deputado suplente à Presidência da Câmara.
À parte o despacho de pareceres, centrou a sua actividade, nestes anos, novamente em torno da reforma dos vínculos - uma reforma que defendia ser compatível e desejável «com o modo de ser da sociedade moderna» (plenário, sessão de 28 de Abril de 1854); da reforma do Processo Criminal e da reforma do Processo Civil, em particular estudando possíveis redistribuições e redefinições de competências judiciais dos juízes.
A 14 de Junho de 1855, apresentou dois projectos de lei: um regulando os aforamentos feitos pelos administradores de vínculos e um outro uniformizando as competências dos juízes nos julgados das comarcas.
A sua intensa actividade legislativa em matéria de justiça, o seu evidente conhecimento de causa em matérias judiciais foi o que o conduziu à pasta ministerial da tutela, a partir de Junho de 1856.
Jurisprudente, até 1859 exerceu, no Parlamento como deputado, intensíssima actividade legislativa, tendo feito parte de várias comissões.

### Ministro da Justiça
Foi na condição ministerial, de assumir a pasta da justiça, que Elias da Cunha Pessoa foi eleito para a legislatura histórica de 1856-1858, novamente pelo círculo de Abrantes e Porto.
Durante o seu magistério, Cunha Pessoa geriu o delicado problema de uma sindicância pedida pela oposição regeneradora aos juízes do Porto e na sessão de 10 de Fevereiro de 1857, na Câmara Alta, Cunha Pessoa teve que rebater com veemência as acusações proferidas pelo Conde de Tomar, de que o executivo andava a encobrir os crimes da magistratura, fugindo repetidas vezes de prestar as devidas explicações.
Com a remodelação "pró-avilista" em Março de 1857, Elias da Cunha Pessoa deixa o Governo, em consequência da violenta campanha; que juntamente com Júlio Gomes da Silva Sanches desenvolveu durante os preparativos das eleições de Novembro de 1856, a denominada Comissão Eleitoral Progressista de Lisboa, campanha que desenvolvera contra a actuação caciquista que manietava os partidos, essencialmente nas negociações para formação de governos, nas quais ele, Cunha Pessoa teria ficado incumbido de encetar. Essa campanha contra os interesses instalados que dificultaram a formação do governo e distribuição de pastas, incluindo negociações extra partidárias que foram necessárias para a formação do Governo Histórico, criaram-lhe até ao final da legislatura algumas antipatias dentro do partido que culminaram com o abandono da pasta ministerial.
Após deixar a pasta dos Negócios Eclesiásticos e da Justiça passou a ocupar o lugar de deputado na bancada da maioria.

## Fim de vida e descendência
Elias da Cunha Pessoa faleceu de uma apoplexia, aos 59 anos, no segundo andar, do número 14 da Rua da Trindade, freguesia do Sacramento (Lisboa). Encontra-se sepultado em jazigo de família (número 1143), no Cemitério dos Prazeres, em Lisboa.
A sua esposa faleceu na mesma casa, 15 anos depois, em 24 de Agosto de 1876, contando 76 anos, estando sepultada ao lado do marido.
Foram seus filhos:
- Maria Pinheiro da Cunha Pessoa (Sacramento (Lisboa), 11 de Setembro de 1831 - ?), incapacitada;
- Clara Pinheiro da Cunha Pessoa de Barros e Sá (Sacramento (Lisboa), 17 de Janeiro de 1834 - Mártires (Lisboa), 21 de Junho de 1913), casada com António José de Barros e Sá (1821-1903);
- António Pinheiro da Cunha Pessoa (Sacramento (Lisboa), 13 de Março de 1842 - ?).

## Honras e Condecorações
- Conselheiro de Sua Majestade Fidelíssima El-Rei D. Pedro V, por Carta de Conselho[24] de 7 de Junho de 1856.
- Cavaleiro da Ordem de Nª Srª da Conceição de Vila Viçosa[25]